# Coleophora sparsiatomatella
Coleophora sparsiatomatella é uma espécie de mariposa do gênero Coleophora pertencente à família Coleophoridae.